# Shikohabad
Shikohabad è una suddivisione dell'India, classificata come municipal board, di 88.075 abitanti, situata nel distretto di Firozabad, nello stato federato dell'Uttar Pradesh. In base al numero di abitanti la città rientra nella classe II (da 50.000 a 99.999 persone).

## Geografia fisica
La città è situata a 27° 6' 0 N e 78° 35' 60 E e ha un'altitudine di 162 m s.l.m..

## Società

### Evoluzione demografica
Al censimento del 2001 la popolazione di Shikohabad assommava a 88.075 persone, delle quali 46.843 maschi e 41.232 femmine. I bambini di età inferiore o uguale ai sei anni assommavano a 13.466, dei quali 7.134 maschi e 6.332 femmine. Infine, coloro che erano in grado di saper almeno leggere e scrivere erano 56.929, dei quali 33.188 maschi e 23.741 femmine.